# 潘洪 (天順進士)
潘洪（1433年—？年），字克寬，廣東廣州右衛人，明朝政治任务。

## 生平
治《禮記》，由國子生中式廣東鄉試第三十四名舉人，天順元年丁丑科會試中式第二百九十一名，第二甲第四十一名進士。。累官國子監丞，正統十四年擢授監察御史，景泰四年五月升廣西按察司佥事。

## 家族
曾祖潘敬；祖潘應；父潘誠；母張氏。具慶下，妻曹氏，行三，兄淳；浩，弟濬。